# كيغان روسينبيري
كيغان روسينبيري (بالإنجليزية: Keegan Rosenberry)‏ (11 ديسمبر 1993 في الولايات المتحدة - ) هو لاعب كرة قدم أمريكي في مركز الدفاع. لعب مع فيلادلفيا يونيون وريدينغ يونايتد إيسي.

## وصلات خارجية
- كيغان روسينبيري على موقع الدوري الأمريكي (الإنجليزية)
- كيغان روسينبيري على موقع قاعدة بيانات كرة القدم.إي يو (الإنجليزية)
- كيغان روسينبيري على موقع Soccerbase.com (لاعب) (الإنجليزية)
- كيغان روسينبيري على موقع Soccerway.com (الإنجليزية)
- كيغان روسينبيري على موقع AS.com (الإسبانية)